# Клайнберг, Отто
Отто Клайнберг (англ. Otto Klineberg, 2 ноября 1899, Квебек — 6 марта 1992, Бетесда, Мэриленд) — психолог канадского происхождения. Он занимал должности профессора социальной психологии в Колумбийском университете и Парижском университете. Его новаторская работа в 1930-х по изучению интеллекта белых и чернокожих учащихся в США и его показания в качестве свидетеля-эксперта в штате Делавэр сыграли важную роль в выигрыше дела о школьной сегрегации «Браун против Совета по образованию», рассматриваемом в Верховном суде в 1954 году. Благодаря своей работе в ЮНЕСКО и других организациях он способствовал популяризации психологии на международном уровне.

## Карьера
Клайнберг родился в Квебеке, но вырос в Монреале. В 1919 году получил степень бакалавра в Университете Макгилла, в 1920 году — степень магистра философии в Гарвардском университете, в 1925 — степень врача на медицинском факультета университета Макгилла, а в 1927 г. — степень доктора философии по психологии в Колумбийском университете. Он остался в Колумбийском университете в качестве председателя недавно созданной кафедры социальной психологии. Там он попал под влияние одного из основателей современной антропологии Франца Боаса, который создал в Колумбийском университете докторскую программу по культурной антропологии.
В 1929 г. он начал исследования психологических различий между афроамериканцами и коренными американцами, которые, хотя и были спорными в то время, помогли исправить прежние убеждения о расовой неполноценности. В своих исследованиях Клайнберг уделял большое внимание расовым проблемам, меньшинствам, иммигрантам, национальности и другим темам, связанным с культурой и личностью. В 1931 году его мнение об отсутствии научной основы для расового превосходства было спорным.
В 1933 году он женился на Сельме Гинцлер, от которой у него родились дочь и двое сыновей. Клайнберг был полиглотом и помимо основных романских языков владел английским, немецким и китайским.
В 1950-х и начале 1960-х Клайнберг занимал руководящую должность в области социальных наук в ЮНЕСКО. Он помог основать Международный совет по социальным наукам и Международный союз психологических наук, в которых он работал в исполнительном комитете (1951—1969) в качестве генерального секретаря (1955—1960) и президента (1960—1963).
С 1961 по 1982 год Клайнберг был профессором Парижского университета, где до 1982 года руководил Международным центром межгрупповых отношений.
В 1963 году Клайнберг был президентом XVII Международного психологического конгресса, проходившего в Вашингтоне. Он также был президентом Всемирной федерации психического здоровья, Межамериканского психологического общества, Восточной психологической ассоциации США и Общества психологического изучения социальных проблем.
На пенсии вернулся в 1982 году на Манхэттен и до 1990 преподавал на полставки в Городском университете Нью-Йорка. Он умер после непродолжительного периода болезни Паркинсона.

## Награды и почести
- Стипендия Национального исследовательского совета, 1928 г.
- Медаль Батлера, Колумбийский университет, 1950 г.
- Премия Мемориала Курта Левина, 1956 г.
- Почетный доктор философии Бразильского университета, Рио-де-Жанейро , 1958 г.
- Почетный доктор философии Университета Говарда , Вашингтон, округ Колумбия, 1961 г.
- Почетный доктор философии, Университет Дрю , Мэдисон, Висконсин, 1972 г.
- Медаль Льежского университета , Бельгия, 1974 г.
- Ежегодная награда Международного общества образовательных, культурных и научных обменов, 1 978 г.
- Выдающаяся награда Американской психологической ассоциации за вклад в области психологии в общественных интересах, 1979 г.
- Премия Бразилии за вклад в развитие психологии в Бразилии, 1979 г.
- Почетный пожизненный член Нью-Йоркской академии наук , 1983 г.
- Премия социальной психологии, Психологическая ассоциация штата Нью-Йорк, 1984 г.
- Золотая медаль АПФ, пожизненный вклад психолога в общественные интересы, 1985 г.
- Премия Американской психологической ассоциации за выдающийся вклад в международное развитие психологии, 1991 г.

## Избранная библиография
- Экспериментальное исследование скорости и других факторов «расовых» различий , Нью-Йорк, 1928 год.
- Негритянский интеллект и выборочная миграция , издательство Колумбийского университета, 1935.
- Расовые различия , Нью-Йорк: Харпер и братья, 1935.
- Характеристики американского негра. Харпер и братья, 1944 год.
- Социальная психология , Х. Холт и компания, 1948 г.
- Напряженность, влияющая на международное взаимопонимание. Обзор исследований. Совет по исследованиям социальных наук, 1950 г.
- Раса и психология , Париж: ЮНЕСКО, 1951.
- Национализм и трайбализм среди африканских студентов. Исследование социальной идентичности (совместно с Марисой Заваллони), 1969 год.
- Etudiants du Tiers-monde в Европе. Проблемы адаптации, эффективная работа в Австралии, во Франции, aux Pays-Bas и в Югославии (с Жанной Бен Брика), Париж: Мутон, 1972.
- Vers une Meilleure Compréhension Internationale: l’apport contemporain de la Psychologie , Éditions Inter-nationales, Париж, 1974.
- Международный образовательный обмен: оценка его характера и перспектив , (совместно с Гейне фон Алеманном) École des hautes études en Sciences Sociales , Париж, 1976.